# Justin Goudot

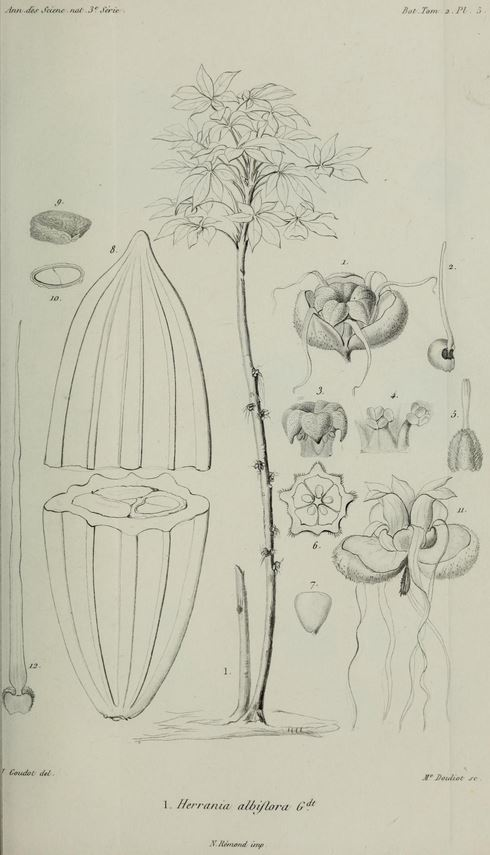
Herrania albifloraa illustré par Goudot

Justin Goudot, né le 14 avril 1802 à Lons-le-Saulnier et mort le 6 juin 1847 à Honda, est un explorateur naturaliste français.

## Biographie
Il est le frère d'Étienne et Jules Prosper Goudot, également explorateurs et membres de la Société d’Émulation du Département du
Jura. 
Attaché au Muséum national d'histoire naturelle de Paris en 1822, il embarque pour la Nouvelle-Grenade avec un certain nombre de spécialistes français pour y établir des institutions scientifique et collecter des données zoologiques et spécimens botaniques. Le Musée national de Colombie sera lui crée en juillet 1823. En 1823, il explore la côte du Venezuela, dans les forêts autour de Puerto Cabello, puis navigue sur le río Magdalena de Santa Marta à Bogotá. En 1824, il traverse les Cordillères dans les plaines de Meta puis le long des fleuves Ariari et Guayabero. L'année suivante, il part vers le nord à travers les Cordillères jusqu'à la vallée de Muzo.
Sa mission auprès de la république de la Nouvelle-Grenade s'achève en 1826 ; il gravit en 1829 Volcan Tolima situé en Colombie. Il traversa la Cordillère centrale en 1830 pour visiter la vallée du Cauca pour finir en 1835 par sa dernière grande excursion dans la vallée de la Magdalena.
N'ayant pas les moyens de rentrer en France, Goudot accepte différents types de travail tout en étudiant la faune et la flore sur son temps libre. En mai 1842, il prend la décision de rentrer en France, profitant d'explorer les alentours de Carthagène des Indes, et débarque au Havre en décembre 1842.
Après 1848, il visita de nouveau la Colombie, où il mourut vers 1850.

## Hommages

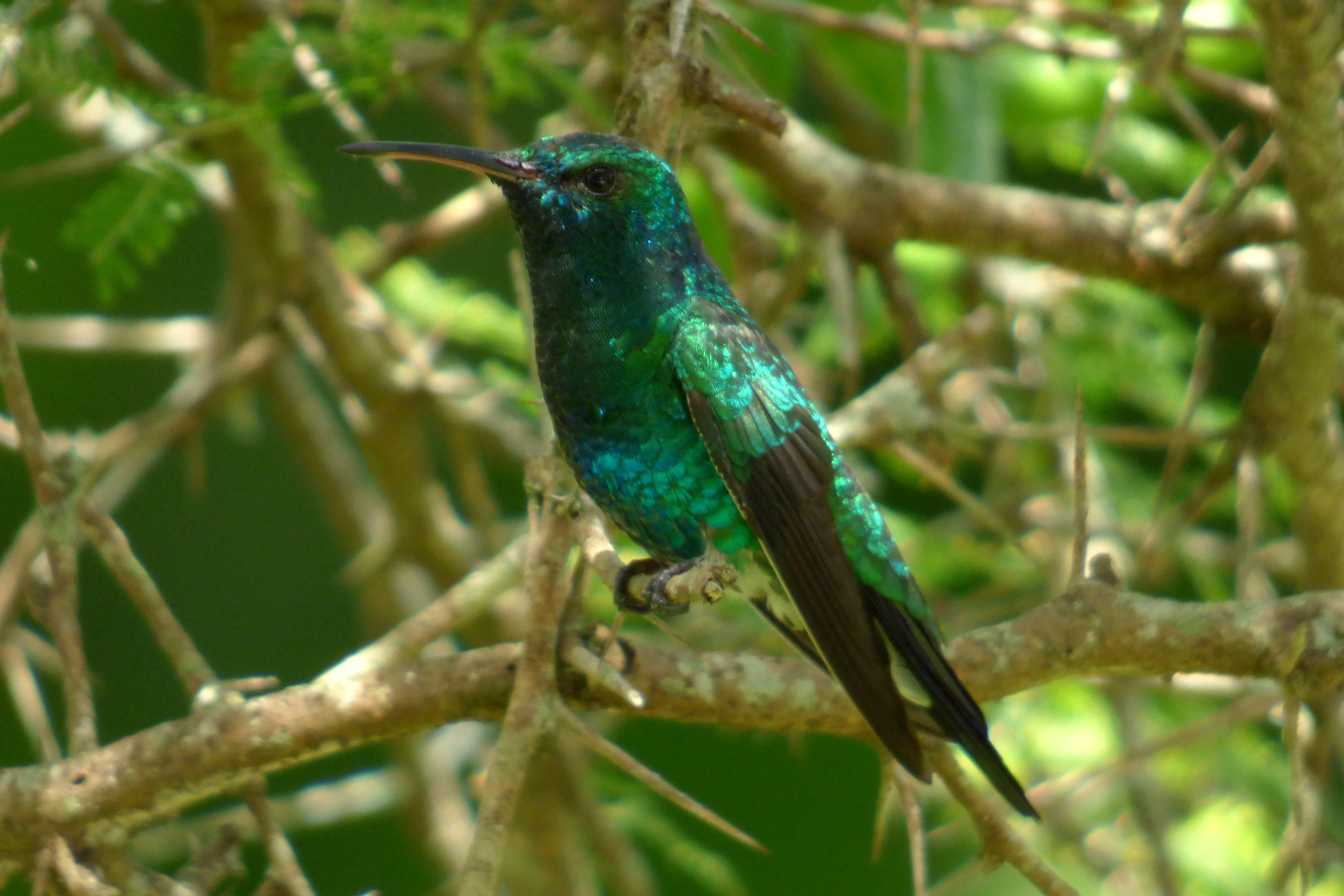
Colibrí de Goudot

Plusieurs espèces lui ont été dédiées, dont :
- Lepidopyga goudoti, colibri vert brillant nommé par Jules Bourcier
- Chamaepetes goudotii, un cracidé nommé par René-Primevère Lesson
- Epictia goudotii, une espèce de serpent nommé par André Marie Constant Duméril et Gabriel Bibron